# Бледсо, Эрик
Эрик Бледсо (англ. Eric Bledsoe; 9 декабря 1989, Бирмингем, Алабама, США) — американский профессиональный баскетболист, выступающий за китайскую команду «Шанхай Шаркс». Играет на позиции разыгрывающего защитника. На драфте НБА 2010 года был выбран под общим 18-м номером командой «Оклахома-Сити Тандер».

## Карьера в колледже
Бледсо учился в университете Кентукки, где выступал за местную команду «Кентукки Уайлдкэтс» (англ. Kentucky Wildcats). Эрик играл за неё только на первом курсе, после чего решил выставить свою кандидатуру на драфт в 2010 году. Сезон 2009/2010 годов «Уайлдкетс» провели на высоком уровне, победив в чемпионате NCAA в 35 матчах из 38. В том сезоне за «Диких кошек» выступали будущие игроки НБА — Демаркус Казинс, Патрик Паттерсон и Джон Уолл. Сам Бледсо был игроком стартовой пятёрки, но играл не разыгрывающего защитника, а атакующего, так как на «его» позиции выступал будущий первый номер драфта 2010 года Джон Уолл. Бледсо в том сезоне набирал 11,3 очков, 3,1 подбора и 2,9 передачи за 30,3 минуты в среднем за игру.

## Профессиональная карьера
7 апреля 2010 года Бледсо заявил, что не хочет продолжать своё обучение в университете, а желает попробовать свои силы в НБА. Скауты высоко ценили его скоростные качества, хороший контроль мяча и способность отдать дальнюю передачу. Но в то же время указывали на довольно большое количество потерь (около трёх за игру) игрока. Бледсо был выбран на драфте под общим 18-м номером «Оклахомой», но тут же обменян в «Лос-Анджелес Клипперс». В своём первом сезоне спортсмен принял участие в 81 встрече, причем 25 раз выходил в стартовой пятёрке. В этом сезоне он набирал 6,7 очка, 2,8 подбора и 3,6 передачи в среднем за игру. За это был выбран во вторую сборную новичков НБА. В следующем сезоне 2011/2012 годов после подписания Криса Пола, игровое время Бледсо резко сократилось (с 22,7 до 11,6 минут в среднем за игру). Кроме того, игрок лишь раз вышел в стартовом составе своей команды. В сезоне 2012/2013 годов баскетболист прогрессирует, проводя в среднем на площадке 21,5 минут и сыграв во всех матчах чемпионата.
23 октября 2017 года Бледсо был исключён из состава «Финикс Санз» генеральным менеджером Райаном Макдоно за опубликованное в Твиттере сообщение «Я не хочу здесь быть». Хотя сам игрок оправдывался, что речь шла о парикмахерской, где он находился в момент отправки сообщения, многие подписчики и Макдоно посчитали, что Эрик имел в виду свой клуб, слабо начавший сезон 2017/2018.
8 ноября 2017 года Бледсо перешёл в «Милуоки Бакс», а «Финикс Санз» получили взамен центрового Грега Монро и право выбирать в первом и втором раундах драфта 2018 года.
24 ноября 2020 года Бледсо был обменян в «Нью-Орлеан Пеликанс».
7 августа 2021 года Бледсо был обменян вместе со Стивеном Адамсом и защищенным выбором первого раунда драфта 2022 года в «Мемфис Гриззлис» на Йонаса Валанчюнаса. 16 августа Бледсо был обменян в «Лос-Анджелес Клипперс» на Патрика Беверли, Рэджона Рондо и Даниэля Отуру. 21 октября 2021 года Бледсо впервые с 2013 года вышел в составе «Клипперс», набрав 22 очка и сделав 3 перехвата в матче с «Голден Стэйт Уорриорз».
4 февраля 2022 года Бледсо был обменян вместе с Кеоном Джонсоном, Джастисом Уинслоу и выбором второго раунда драфта 2025 года в «Портленд Трэйл Блэйзерс» на Нормана Пауэлла и Роберта Ковингтона. В Портленде он воссоединился с тренером «Трэйл Блэйзерс» Чонси Биллапсом, с которым играл в сезоне 2011-12 в составе «Клипперс». 28 марта Бледсо выбыл до конца сезона из-за болей в левом ахилловом сухожилии. Он был отчислен 6 июля, так и не сыграв ни одной игры в составе команды.
19 ноября 2022 года Бледсо подписал контракт с командой «Шанхай Шаркс» из Китайской баскетбольной ассоциации. 20 ноября 2024 года Бледсо подписал новый контракт с клубом.

## Статистика

### Статистика в НБА
| Сезон                                                                                    | Команда    | Регулярный сезон | Регулярный сезон | Регулярный сезон | Регулярный сезон | Регулярный сезон | Регулярный сезон | Регулярный сезон | Регулярный сезон | Регулярный сезон | Регулярный сезон | Регулярный сезон | Серия плей-офф | Серия плей-офф | Серия плей-офф | Серия плей-офф | Серия плей-офф | Серия плей-офф | Серия плей-офф | Серия плей-офф | Серия плей-офф | Серия плей-офф | Серия плей-офф |
| Сезон                                                                                    | Команда    | GP               | GS               | MPG              | FG%              | 3P%              | FT%              | RPG              | APG              | SPG              | BPG              | PPG              | GP             | GS             | MPG            | FG%            | 3P%            | FT%            | RPG            | APG            | SPG            | BPG            | PPG            |
| ---------------------------------------------------------------------------------------- | ---------- | ---------------- | ---------------- | ---------------- | ---------------- | ---------------- | ---------------- | ---------------- | ---------------- | ---------------- | ---------------- | ---------------- | -------------- | -------------- | -------------- | -------------- | -------------- | -------------- | -------------- | -------------- | -------------- | -------------- | -------------- |
| 2010/11                                                                                  | Клипперс   | 81               | 25               | 22,7             | 42,4             | 27,6             | 74,4             | 2,8              | 3,6              | 1,1              | 0,3              | 6,7              | Не участвовал  | Не участвовал  | Не участвовал  | Не участвовал  | Не участвовал  | Не участвовал  | Не участвовал  | Не участвовал  | Не участвовал  | Не участвовал  | Не участвовал  |
| 2011/12                                                                                  | Клипперс   | 40               | 1                | 11,6             | 38,9             | 20,0             | 63,6             | 1,6              | 1,7              | 0,8              | 0,4              | 3,3              | 11             | 0              | 17,2           | 58,7           | 42,9           | 62,5           | 2,4            | 2,1            | 1,2            | 0,4            | 7,9            |
| 2012/13                                                                                  | Клипперс   | 76               | 12               | 20,4             | 44,5             | 39,7             | 79,1             | 3,0              | 3,1              | 1,4              | 0,7              | 8,5              | 6              | 0              | 16,2           | 50,0           | 11,1           | 66,7           | 2,5            | 3,0            | 0,3            | 0,5            | 6,5            |
| 2013/14                                                                                  | Финикс     | 43               | 40               | 32,9             | 47,7             | 35,7             | 77,2             | 4,7              | 5,5              | 1,6              | 0,3              | 17,7             | Не участвовал  | Не участвовал  | Не участвовал  | Не участвовал  | Не участвовал  | Не участвовал  | Не участвовал  | Не участвовал  | Не участвовал  | Не участвовал  | Не участвовал  |
| 2014/15                                                                                  | Финикс     | 81               | 81               | 34,6             | 44,7             | 32,4             | 80,0             | 5,2              | 6,1              | 1,6              | 0,6              | 17,0             | Не участвовал  | Не участвовал  | Не участвовал  | Не участвовал  | Не участвовал  | Не участвовал  | Не участвовал  | Не участвовал  | Не участвовал  | Не участвовал  | Не участвовал  |
| 2015/16                                                                                  | Финикс     | 31               | 31               | 34,2             | 45,3             | 37,2             | 80,2             | 4,0              | 6,1              | 2,0              | 0,6              | 20,4             | Не участвовал  | Не участвовал  | Не участвовал  | Не участвовал  | Не участвовал  | Не участвовал  | Не участвовал  | Не участвовал  | Не участвовал  | Не участвовал  | Не участвовал  |
| 2016/17                                                                                  | Финикс     | 66               | 66               | 33,0             | 43,4             | 33,5             | 84,7             | 4,8              | 6,3              | 1,4              | 0,5              | 21,1             | Не участвовал  | Не участвовал  | Не участвовал  | Не участвовал  | Не участвовал  | Не участвовал  | Не участвовал  | Не участвовал  | Не участвовал  | Не участвовал  | Не участвовал  |
| 2017/18                                                                                  | Финикс     | 3                | 3                | 27,6             | 40,0             | 30,8             | 78,6             | 2,3              | 3,0              | 1,3              | 0,7              | 15,7             | Не участвовал  | Не участвовал  | Не участвовал  | Не участвовал  | Не участвовал  | Не участвовал  | Не участвовал  | Не участвовал  | Не участвовал  | Не участвовал  | Не участвовал  |
| 2017/18                                                                                  | Милуоки    | 71               | 71               | 31,5             | 47,6             | 34,9             | 79,5             | 3,9              | 5,1              | 2,0              | 0,6              | 17,8             | 7              | 7              | 32,1           | 44,0           | 31,8           | 70,0           | 3,6            | 3,7            | 1,0            | 0,9            | 13,6           |
| 2018/19                                                                                  | Милуоки    | 78               | 78               | 29,1             | 48,4             | 32,9             | 75,0             | 4,6              | 5,5              | 1,5              | 0,4              | 15,9             | 15             | 15             | 28,2           | 41,1           | 23,6           | 70,6           | 3,7            | 4,3            | 1,1            | 0,4            | 13,7           |
| 2019/20                                                                                  | Милуоки    | 61               | 61               | 27,0             | 47,5             | 34,4             | 79,0             | 4,6              | 5,4              | 0,9              | 0,4              | 14,9             | 9              | 9              | 29,7           | 38,8           | 25,0           | 80,8           | 4,6            | 5,9            | 1,2            | 0,7            | 11,7           |
| 2020/21                                                                                  | Нью-Орлеан | 71               | 70               | 29,7             | 42,1             | 34,1             | 68,7             | 3,4              | 3,8              | 0,8              | 0,3              | 12,2             | Не участвовал  | Не участвовал  | Не участвовал  | Не участвовал  | Не участвовал  | Не участвовал  | Не участвовал  | Не участвовал  | Не участвовал  | Не участвовал  | Не участвовал  |
| 2021/22                                                                                  | Клипперс   | 54               | 29               | 25,2             | 42,1             | 31,3             | 76,1             | 3,4              | 4,2              | 1,3              | 0,4              | 9,9              | Не участвовал  | Не участвовал  | Не участвовал  | Не участвовал  | Не участвовал  | Не участвовал  | Не участвовал  | Не участвовал  | Не участвовал  | Не участвовал  | Не участвовал  |
|                                                                                          | Всего      | 756              | 568              | 27,8             | 45,2             | 33,6             | 78,4             | 3,9              | 4,7              | 1,4              | 0,5              | 13,7             | 48             | 31             | 25,0           | 44,1           | 25,4           | 71,2           | 3,4            | 3,8            | 1,0            | 0,5            | 11,1           |
| Наведите курсор мыши на аббревиатуры в заголовке таблицы, чтобы прочесть их расшифровку. |            |                  |                  |                  |                  |                  |                  |                  |                  |                  |                  |                  |                |                |                |                |                |                |                |                |                |                |                |

### Статистика в Джи-Лиге
| Сезон                                                                                    | Команда          | Регулярный сезон | Регулярный сезон | Регулярный сезон | Регулярный сезон | Регулярный сезон | Регулярный сезон | Регулярный сезон | Регулярный сезон | Регулярный сезон | Регулярный сезон | Регулярный сезон | Серия плей-офф | Серия плей-офф | Серия плей-офф | Серия плей-офф | Серия плей-офф | Серия плей-офф | Серия плей-офф | Серия плей-офф | Серия плей-офф | Серия плей-офф | Серия плей-офф |
| Сезон                                                                                    | Команда          | GP               | GS               | MPG              | FG%              | 3P%              | FT%              | RPG              | APG              | SPG              | BPG              | PPG              | GP             | GS             | MPG            | FG%            | 3P%            | FT%            | RPG            | APG            | SPG            | BPG            | PPG            |
| ---------------------------------------------------------------------------------------- | ---------------- | ---------------- | ---------------- | ---------------- | ---------------- | ---------------- | ---------------- | ---------------- | ---------------- | ---------------- | ---------------- | ---------------- | -------------- | -------------- | -------------- | -------------- | -------------- | -------------- | -------------- | -------------- | -------------- | -------------- | -------------- |
| 2011/12                                                                                  | Бейкерсфилд Джэм | 2                | 0                | 21,2             | 50,0             | 50,0             | 60,0             | 1,5              | 8,5              | 0,5              | 0,0              | 12,5             | Не участвовал  | Не участвовал  | Не участвовал  | Не участвовал  | Не участвовал  | Не участвовал  | Не участвовал  | Не участвовал  | Не участвовал  | Не участвовал  | Не участвовал  |
|                                                                                          | Всего            | 2                | 0                | 21,2             | 50,0             | 50,0             | 60,0             | 1,5              | 8,5              | 0,5              | 0,0              | 12,5             | Не участвовал  | Не участвовал  | Не участвовал  | Не участвовал  | Не участвовал  | Не участвовал  | Не участвовал  | Не участвовал  | Не участвовал  | Не участвовал  | Не участвовал  |
| Наведите курсор мыши на аббревиатуры в заголовке таблицы, чтобы прочесть их расшифровку. |                  |                  |                  |                  |                  |                  |                  |                  |                  |                  |                  |                  |                |                |                |                |                |                |                |                |                |                |                |

### Статистика в NCAA
| Сезон | Команда  | Conf  | Class | GP | GS | MPG  | FG%  | 3P%  | FT%  | RPG | APG | SPG | BPG | PPG  |
| --- | -------- | ----- | ----- | -- | -- | ---- | ---- | ---- | ---- | --- | --- | --- | --- | ---- |
| 2009/10 | Кентукки | SEC   | FR    | 37 | 35 | 30,3 | 46,2 | 38,3 | 66,7 | 3,1 | 2,9 | 1,4 | 0,3 | 11,3 |
| Всего | Всего    | Всего | Всего | 37 | 35 | 30,3 | 46,2 | 38,3 | 66,7 | 3,1 | 2,9 | 1,4 | 0,3 | 11,3 |
| Наведите курсор мыши на аббревиатуры в заголовке таблицы, чтобы прочесть их расшифровку Статистика приведена с сайта sports-reference.com |          |       |       |    |    |      |      |      |      |     |     |     |     |      |

### Статистика в других лигах
| Сезон | Команда      | Лига  | GP | GS | MPG  | FG%  | 3P%  | FT%  | RPG | APG | SPG | BPG | PFL | TOV | PPG  |
| --- | ------------ | ----- | -- | -- | ---- | ---- | ---- | ---- | --- | --- | --- | --- | --- | --- | ---- |
| 2022/23 | Шанхай Шаркс | КБА   | 29 | 17 | 22,6 | 43,5 | 33,2 | 71,4 | 5,8 | 6,1 | 1,6 | 0,6 | 1,7 | 2,7 | 17,6 |
| 2023/24 | Шанхай Шаркс | КБА   | 48 | 47 | 22,8 | 47,3 | 32,4 | 79,1 | 4,5 | 5,6 | 1,5 | 0,7 | 2,3 | 3,3 | 16,8 |
| Всего | Всего        | Всего | 77 | 64 | 22,7 | 45,7 | 32,8 | 76,8 | 5,0 | 5,8 | 1,5 | 0,6 | 2,0 | 3,0 | 17,1 |
| Наведите курсор мыши на аббревиатуры в заголовке таблицы, чтобы прочесть их расшифровку Статистика приведена с сайта basketball.realgm.com |              |       |    |    |      |      |      |      |     |     |     |     |     |     |      |